# براد میلر (بازیکن بسکتبال)
براد میلر (انگلیسی: Brad Miller؛ زاده ۱۲ آوریل ۱۹۷۶) یک ورزشکار اهل ایالات متحده آمریکا است.